# Vestavia Hills
Vestavia Hills ist eine US-amerikanische Stadt in Alabama im Jefferson County.
Bei der US-Volkszählung 2020 hatte sie 39.102 Einwohner auf einer Fläche von 37,9 km².